# Grand Prix Bahrajnu 2005
Wyniki Grand Prix Bahrajnu, trzeciej rundy Mistrzostw Świata Formuły 1 w sezonie 2005.

## Wyniki sesji
| Legenda oznaczeń w tabelach wyników Wyświetl szablon na nowej stronie | Legenda oznaczeń w tabelach wyników Wyświetl szablon na nowej stronie                                                                     |
| Oznaczenie                                                            | Wyjaśnienie |
| --------------------------------------------------------------------- | --- |
| Złoty                                                                 | Zwycięzca lub mistrzostwo |
| Srebrny                                                               | 2. miejsce lub wicemistrzostwo |
| Brązowy                                                               | 3. miejsce lub II wicemistrzostwo |
| Zielony                                                               | Ukończył, punktował (w klasyfikacji generalnej, gdy zdobył co najmniej jeden punkt na przestrzeni sezonu, poza trzema powyższymi opcjami) |
| Niebieski                                                             | Ukończył, nie punktował (w klasyfikacji generalnej, gdy nie zdobył co najmniej jednego punktu na przestrzeni sezonu)                      |
| Czerwony                                                              | Nie zakwalifikował się (NZ) |
| Czerwony                                                              | Nie prekwalifikował się (NPK) |
| Różowy                                                                | Nie ukończył (NU) |
| Różowy                                                                | Niesklasyfikowany (NS) (w klasyfikacji generalnej, gdy nie został sklasyfikowany w żadnym wyścigu sezonu)                                 |
| Czarny                                                                | Zdyskwalifikowany (DK) |
| Czarny                                                                | Wykluczony (WYK/EX) |
| Biały                                                                 | Nie wystartował (NW) |
| Biały                                                                 | Kontuzjowany (K/INJ) |
| Biały                                                                 | Wyścig odwołany (OD/C) |
| Bez koloru                                                            | Został wycofany (WYC/WD) |
| Bez koloru                                                            | Nie przybył (NP/DNA) |
| Bez koloru                                                            | Nie brał udziału w treningach (NT/DNP) |
| Bez koloru                                                            | Nie został zgłoszony (–) |
| Pogrubienie                                                           | Start z pole position |
| Kursywa                                                               | Najszybsze okrążenie wyścigu |
| †                                                                     | Nie ukończył, ale jego rezultat został zaliczony ze względu na przejechanie więcej niż 90% dystansu wyścigu.                              |
| *                                                                     | Sezon w trakcie |
| 1/2/3                                                                 | Punktowana pozycja w sprincie kwalifikacyjnym                                                                                             |
| Lista systemów punktacji Formuły 1                                    | |

### Sesje Treningowe
| Sesja | Nr | Kierowca           | Konstruktor      | Czas     |
| ----- | -- | ------------------ | ---------------- | -------- |
| 1     | 38 | Ricardo Zonta      | Toyota           | 1:31.449 |
| 2     | 12 | Alexander Wurz     | McLaren-Mercedes | 1:30.695 |
| 3     | 5  | Michael Schumacher | Ferrari          | 1:30.552 |
| 4     | 7  | Mark Webber        | Williams-BMW     | 1:29.527 |

### Kwalifikacje, część 1
| P  | Imię i nazwisko      | Kraj            | Nazwa stajni      | Opony       | Okr. | Czas     | Strata   |
| -- | -------------------- | --------------- | ----------------- | ----------- | ---- | -------- | -------- |
| 1  | Fernando Alonso      | Hiszpania       | Renault           | Michelin    | 3    | 1:29.848 |          |
| 2  | Jarno Trulli         | Włochy          | Toyota            | Michelin    | 3    | 1:29.993 | 0:00.145 |
| 3  | Michael Schumacher   | Niemcy          | Ferrari           | Bridgestone | 3    | 1:30.237 | 0:00.389 |
| 4  | Nick Heidfeld        | Niemcy          | Williams-BMW      | Michelin    | 3    | 1:30.390 | 0:00.542 |
| 5  | Giancarlo Fisichella | Włochy          | Renault           | Michelin    | 3    | 1:30.445 | 0:00.597 |
| 6  | Mark Webber          | Australia       | Williams-BMW      | Michelin    | 3    | 1:30.592 | 0:00.744 |
| 7  | Kimi Räikkönen       | Finlandia       | McLaren-Mercedes  | Michelin    | 3    | 1:30.594 | 0:00.746 |
| 8  | Christian Klien      | Austria         | Red Bull-Cosworth | Michelin    | 3    | 1:30.646 | 0:00.798 |
| 9  | Pedro de la Rosa     | Hiszpania       | McLaren-Mercedes  | Michelin    | 3    | 1:30.725 | 0:00.877 |
| 10 | Felipe Massa         | Brazylia        | Sauber-Petronas   | Michelin    | 3    | 1:30.933 | 0:01.085 |
| 11 | Ralf Schumacher      | Niemcy          | Toyota            | Michelin    | 3    | 1:30.952 | 0:01.104 |
| 12 | Jenson Button        | Wielka Brytania | B.A.R.-Honda      | Michelin    | 3    | 1:30.957 | 0:01.109 |
| 13 | Takuma Satō          | Japonia         | B.A.R.-Honda      | Michelin    | 3    | 1:31.113 | 0:01.265 |
| 14 | David Coulthard      | Wielka Brytania | Red Bull-Cosworth | Michelin    | 3    | 1:31.211 | 0:01.363 |
| 15 | Rubens Barrichello   | Brazylia        | Ferrari           | Bridgestone | 3    | 1:31.826 | 0:01.978 |
| 16 | Jacques Villeneuve   | Kanada          | Sauber-Petronas   | Michelin    | 3    | 1:32.318 | 0:02.470 |
| 17 | Narain Karthikeyan   | Indie           | Jordan-Toyota     | Bridgestone | 3    | 1:33.190 | 0:03.342 |
| 18 | Tiago Monteiro       | Portugalia      | Jordan-Toyota     | Bridgestone | 3    | 1:33.424 | 0:03.576 |
| 19 | Christijan Albers    | Holandia        | Minardi-Cosworth  | Bridgestone | 3    | 1:34.005 | 0:04.157 |
| 20 | Patrick Friesacher   | Austria         | Minardi-Cosworth  | Bridgestone | 3    | 1:34.848 | 0:05.000 |

### Kwalifikacje, część 2
| P  | Imię i nazwisko      | Kraj            | Nazwa stajni      | Opony       | Okr. | Czas     | Strata   |
| -- | -------------------- | --------------- | ----------------- | ----------- | ---- | -------- | -------- |
| 1  | Fernando Alonso      | Hiszpania       | Renault           | Michelin    | 6    | 3:01.902 |          |
| 2  | Michael Schumacher   | Niemcy          | Ferrari           | Bridgestone | 6    | 3:02.357 | 0:00.455 |
| 3  | Jarno Trulli         | Włochy          | Toyota            | Michelin    | 6    | 3:02.660 | 0:00.758 |
| 4  | Nick Heidfeld        | Niemcy          | Williams-BMW      | Michelin    | 6    | 3:03.217 | 0:01.315 |
| 5  | Mark Webber          | Australia       | Williams-BMW      | Michelin    | 6    | 3:03.262 | 0:01.360 |
| 6  | Ralf Schumacher      | Niemcy          | Toyota            | Michelin    | 6    | 3:03.271 | 0:01.369 |
| 7  | Christian Klien      | Austria         | Red Bull-Cosworth | Michelin    | 6    | 3:03.369 | 0:01.467 |
| 8  | Pedro de la Rosa     | Hiszpania       | McLaren-Mercedes  | Michelin    | 6    | 3:03.373 | 0:01.471 |
| 9  | Kimi Räikkönen       | Finlandia       | McLaren-Mercedes  | Michelin    | 6    | 3:03.524 | 0:01.622 |
| 10 | Giancarlo Fisichella | Włochy          | Renault           | Michelin    | 6    | 3:03.765 | 0:01.863 |
| 11 | Jenson Button        | Wielka Brytania | B.A.R.-Honda      | Michelin    | 6    | 3:04.348 | 0:02.446 |
| 12 | Felipe Massa         | Brazylia        | Sauber-Petronas   | Michelin    | 6    | 3:05.202 | 0:01.300 |
| 13 | Takuma Satō          | Japonia         | B.A.R.-Honda      | Michelin    | 6    | 3:05.563 | 0:03.661 |
| 14 | David Coulthard      | Wielka Brytania | Red Bull-Cosworth | Michelin    | 6    | 3:05.844 | 0:03.942 |
| 15 | Rubens Barrichello   | Brazylia        | Ferrari           | Bridgestone | 6    | 3:07.693 | 0:05.791 |
| 16 | Jacques Villeneuve   | Kanada          | Sauber-Petronas   | Michelin    | 6    | 3:07.983 | 0:06.081 |
| 17 | Tiago Monteiro       | Portugalia      | Jordan-Toyota     | Bridgestone | 6    | 3:09.428 | 0:07.526 |
| 18 | Narain Karthikeyan   | Indie           | Jordan-Toyota     | Bridgestone | 6    | 3:10.143 | 0:08.241 |
| 19 | Christijan Albers    | Holandia        | Minardi-Cosworth  | Bridgestone | 6    | 3:10.422 | 0:08.520 |
| 20 | Patrick Friesacher   | Austria         | Minardi-Cosworth  | Bridgestone | 6    | 3:11.261 | 0:09.359 |

### Wyścig
| P                                                     | + / –     | Nr | Kierowca             | Konstruktor       | Opony | Okr. | Czas / Strata | Komentarz             |
| ----------------------------------------------------- | --------- | -- | -------------------- | ----------------- | ----- | ---- | ------------- | --------------------- |
| 1                                                     | Bez zmian | 5  | Fernando Alonso      | Renault           | M     | 57   | 1h29:18.531   |                       |
| 2                                                     | 1         | 16 | Jarno Trulli         | Toyota            | M     | 57   | +0:13.409     |                       |
| 3                                                     | 6         | 9  | Kimi Räikkönen       | McLaren-Mercedes  | M     | 57   | +0:32.063     |                       |
| 4                                                     | 2         | 17 | Ralf Schumacher      | Toyota            | M     | 57   | +0:53.272     |                       |
| 5                                                     | 3         | 10 | Pedro de la Rosa     | McLaren-Mercedes  | M     | 57   | +1.04.988     |                       |
| 6                                                     | 1         | 7  | Mark Webber          | Williams-BMW      | M     | 57   | +1:14.701     |                       |
| 7                                                     | 5         | 11 | Felipe Massa         | Sauber-Petronas   | M     | 56   | +1 okr.       |                       |
| 8                                                     | 6         | 14 | David Coulthard      | Red Bull-Cosworth | M     | 56   | +1 okr.       |                       |
| 9                                                     | 11        | 2  | Rubens Barrichello   | Ferrari           | B     | 56   | +1 okr.       |                       |
| 10                                                    | 6         | 19 | Tiago Monteiro       | Jordan-Toyota     | B     | 55   | +2 okr.       |                       |
| 11                                                    | 4         | 12 | Jacques Villeneuve   | Sauber-Petronas   | M     | 54   | +3 okr.       | kolizja z Coulthardem |
| 12                                                    | 7         | 21 | Patrick Friesacher   | Minardi-Cosworth  | B     | 54   | +3 okr.       |                       |
| 13                                                    | 5         | 20 | Christijan Albers    | Minardi-Cosworth  | B     | 53   | +4 okr.       |                       |
| Niesklasyfikowani                                     |           |    |                      |                   |       |      |               |                       |
|                                                       |           | 3  | Jenson Button        | BAR-Honda         | M     | 46   |               | sprzęgło              |
|                                                       |           | 4  | Takuma Satō          | BAR-Honda         | M     | 27   |               | hamulce               |
|                                                       |           | 8  | Nick Heidfeld        | Williams-BMW      | M     | 25   |               | silnik                |
|                                                       |           | 1  | Michael Schumacher   | Ferrari           | B     | 12   |               | hydraulika            |
|                                                       |           | 6  | Giancarlo Fisichella | Renault           | M     | 4    |               | silnik                |
|                                                       |           | 18 | Narain Karthikeyan   | Jordan-Toyota     | B     | 2    |               | elektryka             |
| Nie wystartowali / niedopuszczeni do ponownego startu |           |    |                      |                   |       |      |               |                       |
|                                                       |           | 15 | Christian Klien      | Red Bull-Cosworth | M     | 0    |               | silnik                |
| P                                                     | + / –     | Nr | Kierowca             | Konstruktor       | Opony | Okr. | Czas / Strata | Komentarz             |

## Klasyfikacja po wyścigu

### Kierowcy
| P  | +/- | Imię i nazwisko      | Kraj            | Stajnia           | PKT | 1 miejsca | 2 miejsca | 3 miejsca | P. pos |
| -- | --- | -------------------- | --------------- | ----------------- | --- | --------- | --------- | --------- | ------ |
| 1  | 0   | Fernando Alonso      | Hiszpania       | Renault           | 26  | 2         | 0         | 1         | 2      |
| 2  | +1  | Jarno Trulli         | Włochy          | Toyota            | 16  | 0         | 2         | 0         | 0      |
| 3  | -1  | Giancarlo Fisichella | Włochy          | Renault           | 10  | 1         | 0         | 0         | 1      |
| 4  | -1  | David Coulthard      | Wielka Brytania | Red Bull-Cosworth | 9   | 0         | 0         | 0         | 0      |
| 5  | +4  | Ralf Schumacher      | Niemcy          | Toyota            | 9   | 0         | 0         | 0         | 0      |
| 6  | -3  | Rubens Barrichello   | Brazylia        | Ferrari           | 8   | 0         | 1         | 0         | 0      |
| 7  | -3  | Juan Pablo Montoya   | Kolumbia        | McLaren-Mercedes  | 8   | 0         | 0         | 0         | 0      |
| 8  | 0   | Mark Webber          | Australia       | Williams-BMW      | 7   | 0         | 0         | 0         | 0      |
| 9  | +4  | Kimi Räikkönen       | Finlandia       | McLaren-Mercedes  | 7   | 0         | 0         | 1         | 0      |
| 10 | -3  | Nick Heidfeld        | Niemcy          | Williams-BMW      | 6   | 0         | 0         | 1         | 0      |
| 11 | N   | Pedro de la Rosa     | Hiszpania       | McLaren-Mercedes  | 4   | 0         | 0         | 0         | 0      |
| 12 | -2  | Christian Klien      | Austria         | Red Bull-Cosworth | 3   | 0         | 0         | 0         | 0      |
| 13 | -2  | Michael Schumacher   | Niemcy          | Ferrari           | 2   | 0         | 0         | 0         | 0      |
| 14 | -1  | Felipe Massa         | Brazylia        | Sauber-Petronas   | 2   | 0         | 0         | 0         | 0      |

### Konstruktorzy
| P | +/- | Nazwa stajni      | PKT | 1 miejsca | 2 miejsca | 3 miejsca |
| - | --- | ----------------- | --- | --------- | --------- | --------- |
| 1 | 0   | Renault           | 36  | 3         | 0         | 1         |
| 2 | 0   | Toyota            | 25  | 0         | 2         | 0         |
| 3 | +3  | McLaren-Mercedes  | 19  | 0         | 0         | 1         |
| 4 | 0   | Williams-BMW      | 13  | 0         | 0         | 1         |
| 5 | -1  | Red Bull-Cosworth | 12  | 0         | 0         | 0         |
| 6 | -2  | Ferrari           | 10  | 0         | 1         | 0         |
| 7 | 0   | Sauber-Petronas   | 2   | 0         | 0         | 0         |